# Diamond Head (Britse band)
Diamond Head is een Britse heavy metalband, geformeerd in 1976 in Stourbridge. De band wordt erkend als een van de leidende bands van de new wave of British heavy metal-bewegingen en wordt door thrashmetalbands als Metallica en Megadeth erkend als een belangrijke vroege invloed.

## Bezetting
Huidige leden
- Brian Tatler (leadgitaar, achtergrondzang, 1976–1985, 1991–1994, 2000–heden)
- Karl Wilcox (drums, 1991–1994, 2002–heden)
- Andy "Abbz" Abberley (ritmegitaar, 2006–heden)
- Rasmus Bom Andersen (leadzang, 2014–heden)
- Dean Ashton (basgitaar, achtergrondzang, 2016–heden)

Voormalige leden
- Sean Harris (leadzang, ritmegitaar, 1976–1985, 1990–1994, 2000–2004)
- Colin Kimberley (basgitaar, achtergrondzang, 1976–1983)
- Duncan Scott (drums, 1976–1983)
- Robbie France (drums, 1983–1985; †2012)
- Mervyn Goldsworthy (basgitaar, 1983–1984)
- Josh Phillips (keyboards, 1983–1984)

- Dave Williamson (basgitaar, 1984–1985)
- Eddie Moohan (basgitaar, achtergrondzang, 1991–1992, 2002–2016)
- Pete Vuckovic (basgitaar, achtergrondzang, 1992–1994)
- Floyd Brennan (ritmegitaar, achtergrondzang, 2000–2002)
- Adrian Mills (ritmegitaar, 2003–2006)
- Nick Tart (leadzang, 2004–2014)

## Geschiedenis

### De jaren 1970
De twee tieners Brian Tatler en Duncan Scott uit de arbeidersklasse uit Stourbridge formeerden de band in 1976. Ze vonden zanger Sean Harris, die in hetzelfde jaar zat, en selecteerden drie bassisten voordat ze in 1978 Collin Kimberley vastlegden. De band nam binnen zes uur zelf gefinancierde demobanden op op een viersporentape in 1979, waarvan er één naar Geoff Barton bij Sounds werd gestuurd. Hun unieke geluid en schrijfkwaliteit kreeg voldoende aandacht voor de band om te toeren ter ondersteuning van AC/DC en Iron Maiden in The Lyceum in Londen. De timing was perfect met de opkomst van de nieuwe golf van Britse heavy metal. Hoewel verschillende platenmaatschappijen interesse toonden bij het contracteren van de band, werden er geen contracten afgesloten. In 1979/80 werd Diamond Head geleid door beginnende lokale managers Dave Morris en Ian Frazier. Morris stopte wat geld in de band en probeerde de band een platencontract te bezorgen; Frazier reed de band rond in het Verenigd Koninkrijk tijdens een tournee. De band werd destijds beheerd door Reg Fellows en de moeder van Sean Harris (Linda Harris), die naar verluidt een aanbod van het invloedrijke Leiber/Krebs Management afwees. Dus terwijl andere new wave of British heavy metal bands tekenden bij grote labels en zorgden voor hun eigen tournees, bleef Diamond Head onafhankelijk. Het management besloot dat ze hun materiaal zouden uitgeven via het label Happy Face Records van Muff Murfin. Murfin was ook eigenaar van de studio waar Diamond Head veel van hun vroege opnamen maakte. Hun eerste publicatie was de single Shoot Out The Lights uit 1979 (zonder hulp). Hun tweede single Sweet and Innocent (zwart/wit Streets of Gold) werd uitgebracht door Media Records in 1980.
Datzelfde jaar nam de band ook hun debuutalbum Happy Face op. Meest bekend als Lightning to the Nations, werd de collectie opgenomen in zeven dagen in The Old Smythy Studio in Worcester, die de band later als 'doods' beschreef. Het album was verpakt in een eenvoudige hoes zonder titel of nummerlijsten, eenvoudig voorzien van een handtekening van een van de bandleden. Het management vond dat het als een demo-album moest worden opgevat, dus er was geen mooie hoes nodig, waardoor het heel goedkoop te produceren was. De eerste 1000 exemplaren werden gedrukt en beschikbaar gesteld tijdens concerten of via postorder voor £ 3,50. De enige postorderadvertentie verscheen in Sounds en liep zes weken. Het bandmanagement heeft de advertentie niet betaald en werd uiteindelijk aangeklaagd. Het idee voor het opnemen van dit album kwam van Fellows en Linda Harris als een poging om nummers op te nemen om de aandacht te trekken van een platenmaatschappij, die voor de opnamekosten zou zorgen. De oorspronkelijke stereomastertapes gingen verloren nadat ze waren verzonden naar de Duitse platenmaatschappij Woolfe Records, die een vinylversie van het album met een nieuwe hoes had uitgebracht. De banden werden niet teruggegeven totdat ze uiteindelijk werden opgespoord door Lars Ulrich en Phonogram Records voor opname op het verzamelalbum New Wave Of British Heavy Metal '79 Revisited uit 1990.

### De jaren 1980
Het geroezemoes rond de live shows van de band leidde uiteindelijk tot een platencontract met MCA Records in 1982, en rush bracht de ep Four Cuts uit, die twee nummers uit het vroege tijdperk Shoot Out The Lights en Dead Reckoning bevatte. Hun nieuwe status bood hen een plekje op de affiche van het Reading-festival in 1982, zij het als late en onbedoelde vervangingen voor Manowar. Hun optreden werd opgenomen door de BBC en later uitgebracht in 1992 via Raw Fruit Records als de Friday Rock Show Sessions. Hun eerste MCA-album Borrowed Time had een weelderige Rodney Matthews-geïllustreerde gatefold-hoes gebaseerd op het Elric-thema van het album en was destijds de duurste hoes in opdracht van MCA Records. Het album was commercieel enigszins succesvol en klom naar #24 in de Britse albumlijsten, maar het meer commerciële geluid van de band op het album maakte het een teleurstelling voor critici. De band was echter in staat om een volledige tournee in het Verenigd Koninkrijk uit te voeren op vooraanstaande locaties zoals het Londense Hammersmith Odeon.Ter ondersteuning van het album van Diamond Heads zesde single In the Heat of the Night, ondersteund door liveversies van Play it Loud en Sweet and Innocent, opgenomen in de Zig-Zag club, en een interview met deejay Tommy Vance (hoewel die laatste niet beschikbaar was op de 12"). De band probeerde een meer experimenteel klinkend vervolg op Borrowed Time, voorlopig getiteld Making Music, dat later Canterbury werd in 1983. Het eerste succes van het album liep vast toen de eerste 20.000 exemplaren vinylpersproblemen kregen, waardoor de lp brak.

## De jaren 1990 en 2000
In 1993 bracht de band Death and Progress uit met gastbijdragen van Tony Iommi van Black Sabbath en Dave Mustaine. De hereniging van de band was van korte duur, omdat ze op het punt stonden uit elkaar te gaan zodra de plaat werd uitgebracht.
In 2003 gingen Diamond Head en Sean Harris eindelijk hun eigen weg. Harris publiceerde een persbericht op Blabbermouth.net, waarin stond dat hij wat hem betrof net zoveel recht had op de naam Diamond Head als iemand anders en dat hij wat hem betreft nog steeds in de band zat.
Het volgende album All Will Be Revealed (de titel die blijkbaar verwijst naar Sean Harris) werd uitgebracht in 2005 en was heel anders dan hun vroege materiaal. Om dit album te promoten, toerden ze met Megadeth. Brian Tatler merkte op dat dit een van de beste ervaringen van zijn leven was en kreeg zijn plezier weer terug met live spelen met de band. Diamond Head opende een viering van het 25-jarig jubileum van de NWOBHM in het Astoria in Londen, ondersteund door Witchfynde, Bronz, Praying Mantis en Jaguar. Dit concert werd later uitgebracht als de live-cd It's Electric en ook de eerste dvd To the Devil His Due in 2006. De ritmegitarist Adrian Mills verliet de band en werd eerder vervangen door Andy 'Abbz' Abberley, voorheen in de band Chase uit Cannock met drummer Karl Wilcox. Hun album The Coffin Train kwam op nummer 5 in de Britse Rock & Metal Albums Chart, tien plaatsen hoger dan het titelloze album van de band dat in 2016 debuteerde.

## Invloeden
Diamond Head heeft hun vroege inspiratie gehaald bij klassieke Britse rockbands uit de jaren 1970 als Deep Purple, Led Zeppelin, UFO, Black Sabbath, Judas Priest, Rush en Free. Brian Tatler vertelde dat de eerste albums die hij kocht, Led Zeppelin II van Led Zeppelin en Machine Head van Deep Purple waren en zei dat hoewel veel van zijn gitaarwerk was geïnspireerd door Ritchie Blackmore en Michael Schenker, het punkrock was dat hem liet zien dat iedereen een band kon formeren. Colin Kimberley merkte op dat Diamond Head hun complexe geluid kreeg van het luisteren naar bands als Black Sabbath en Rush en zich realiseerde dat een nummer met een enkele riff niet interessant genoeg was. In een recent interview verklaarde Tatler dat hij nu probeert niet te worden beïnvloed door moderne bands en zijn geluid te behouden, hoewel hij zich verbeeldt dat kleine stukjes in het schrijfproces kruipen.

## Gebrek aan succes
Vele redenen zijn aangehaald waarom Diamond Head nooit significant commercieel succes heeft behaald. Dat ze de muzikale richting met Canterbury veranderden en dat ze niet snel genoeg een platencontract bereikten, zijn twee belangrijke redenen. Toen ze eenmaal tekenden bij een belangrijk label, bleek MCA Records het verkeerde label te zijn, waardoor de band meer commercieel moest klinken. Terwijl bands als Iron Maiden en Def Leppard werden beheerd door gevestigd muziekmanagement, werd Diamond Head ook beheerd door Reg Fellows en de moeder van de zanger. Diamond Head had tijdens de jaren 1980 door de Verenigde Staten moeten toeren, toen veel van hun NWOBHM-broeders al hun intrede hadden gedaan. Diamond Head zette pas in 2002 voet op Amerikaanse bodem door een show te geven op een New Jersey Metal Festival. Het hielp ook niet dat de band niet bij een stijl bleef en de kans kreeg om te slagen voordat iets nieuws werd geprobeerd, constant op zoek naar een winnende formule. Later hadden ze problemen met een levensvatbare comeback, met problemen in verband met het National Bowl concert met Metallica en het gebrek aan verlangen van Sean Harris om heavy metal te blijven spelen.

## Invloeden van Metallica
Diamond Head is waarschijnlijk het meest bekend onder fans van heavy metal vanwege hun invloed op Metallica. Metallica heeft ze erkend als een belangrijke vroege invloed en heeft Diamond Head-nummers gecoverd tijdens optredens zoals Sucking My Love, Am I Evil? en The Prince. De vroegst bekende opnames van deze nummers zijn een repetitiedemo, opgenomen in het huis van de toenmalige bassist Ron McGovney in maart 1982. De livedemo van Metal Up Your Ass, opgenomen in november van dat jaar, bevatte een live-uitvoering van Am I Evil?. The Prince werd ook gespeeld. Sucking My Love bestaat op verschillende bootlegs die sinds 1982 circuleren, samen met een opname op de vroege demo No Life Til Leather. De eerste officiële publicatie van Am I Evil? kwam in 1984 als onderdeel van de Creeping Death 12" single gekoppeld aan de andere NWOBHM-klassieker Blitzkrieg van de band met dezelfde naam. De twee nummers werden ook opgenomen in de eerste persing van de lp Kill 'Em All, toen het opnieuw werd uitgebracht door Elektra Records. Helpless zou worden uitgebracht met de $ 5.98 ep: Garage Days Re-Revisited in 1987 en The Prince werd opgenomen als B-kant van de single One. Tijdens de Wherever We May Roam Tour speelde Metallica Am I Evil? en Helpless met de oorspronkelijke bandleden op 5 november 1992 in de NEC Arena in Birmingham.
De officiële opnames van Am I Evil?, Helpless en The Prince zouden ook te vinden zijn in de compilatie van Metallica's 2-cd Garage Inc., een verzameling van talloze coversongs die de band in de loop der jaren had gespeeld. De eerste cd in de set waren nieuw opgenomen covers, een daarvan was It's Electric van Diamond Head. Metallica speelde Am I Evil? samen met de andere bands in de Big 4 (Megadeth, Anthrax en Slayer) op het Sonisphere-festival 2011, en met Diamond Head zelf op het Sonisphere-festival in Knebworth op 8 juli 2011. De volgende dag speelde Brian Helpless met Metallica en Anthrax op het Sonisphere-festival in Amnéville, Frankrijk. Op 5 december 2011 vervoegden Brian Tatler en Sean Harris zich op het podium van Metallica in het Fillmore Auditorium in San Francisco om het 30-jarig bestaan van Metallica te vieren. Samen speelden ze The Prince, It's Electric, Helpless en Am I Evil?. Tatler en Harris namen ook deel aan een groepstoegift van Seek and Destroy. Metallica heeft Am I Evil? meer dan 750 keer op het podium gespeeld.

## Discografie

### Studioalbums
- 1980: Lightning to the Nations
- 1982: Borrowed Time
- 1983: Canterbury
- 1993: Death and Progress
- 2005: All Will Be Revealed
- 2007: What's in Your Head?
- 2016: Diamond Head
- 2019: The Coffin Train

### Livealbums
- 1992: The Friday Rock Show Sessions / Live at Reading
- 1993: Live at the national Bowl 1993
- 1994: Evil Live
- 2000: Live - In the Heat of the Night
- 2006: It's Electric
- 2010: Live at the BBC

### Singles en ep's
- 1979: Shoot Out the Lights
- 1980: Sweet and Innocent
- 1981: Waited Too Long
- 1981: Diamond Lights EP
- 1982: Call Me, Four Cuts EP
- 1982: In the Heat of the Night
- 1983: Makin' Music
- 1983: Out of Phase
- 1991: Wild on the Streets/I Can't Help Myself 12"
- 2002: Acoustic: First Cuts EP

### Compilaties
- 1986: Behold the Beginning
- 1987: Am I Evil
- 1988: Sweet and Innocent
- 1992: Singles
- 1996: Helpless
- 1997: To Heaven from Hell
- 1999: The Best of Diamond Head
- 2000: Diamond Nights
- 2004: The Diamond Head Anthology: Am I Evil?
- 2009: The MCA Years
- 2011: Lightning to the Nations: The White Album
- 2013: Am I Evil?: The Best Of

### DVD's
- 2006: To the Devil His Due